# 970

## Esdeveniments
- Borrell II i el bisbe Ató de Vic viatgen a Roma.
- Erupció volcànica a Mashu, al Japó.
- Es completa la construcció de la mesquita d'al-Azhar, al Caire, la universitat islàmica més antiga.

## Naixements
- Bernat I de Besalú Tallaferro, comte de Besalú

## Necrològiques
- 17 d'abril: Arnulf, abat de Ripoll (948-970) i bisbe de Girona (954 -970).
- Ferran González, comte de Castella
- Garcia III de Pamplona, rei de Navarra i comte d'Aragó